# Ischnothyreus shillongensis
Ischnothyreus shillongensis là một loài nhện trong họ Oonopidae.
Loài này thuộc chi Ischnothyreus. Ischnothyreus shillongensis được miêu tả năm 1968 bởi Tikader.